# 东源县
东源县位于中国广东省东北部，东江中上游，属于河源市管辖，东边与河源市龙川县、梅州市五华县相邻，南边河源市源城区、紫金县相邻，西边与惠州市龙门县、韶关市新丰县相邻，北边与河源市连平县、和平县相邻。

## 行政区划
东源县下辖20个镇、1个民族乡：
仙塘镇、灯塔镇、骆湖镇、船塘镇、顺天镇、上莞镇、曾田镇、柳城镇、义合镇、蓝口镇、黄田镇、叶潭镇、黄村镇、康禾镇、锡场镇、新港镇、双江镇、涧头镇、新回龙镇、半江镇和漳溪畲族乡。

## 历史
东源县地区历史上与源城区共同组成河源县，故其历史与可追溯到南朝齐时期，现在俗称的「河源人」狭义上指代河源县人。1988年，河源撤县建市，将原河源县分成源城区和郊区。1993年，撤河源市郊区，改立东源县。

## 地理
东源县地处北纬23°22′至24°15′，东经114°19′至115°22′之间。东西长130公里，南北宽66.6公里，总面积4070平方公里，是为广东省面积大二大的县。
县境北高南低，东西两侧多山，以丘陵为主。山地面积占全县总面积60%，河流、水库（含新丰江水库）水面占10%。
东源县属亚热带季风气候区，气温高，湿度大，日照时间长，雨量充沛。年均气温20.7℃，极端最高气温39.3℃，最低气温为-4.5℃。年均相对湿度为77%，无霜期335～345天。年均降雨量1567～2142.6毫米，主要集中在4～6月。

## 人口和民族
截至2017年，东源县人口为58.62万，其中汉族客家人占绝大多数，畲族主要分布在漳溪畲族乡，是为纯客家县。
根據第七次全国人口普查數據，截至2020年11月1日零時，東源縣常住人口348386人。

## 语言
全县属于客家话方言区。居民所操语言与源城话相近，与河源市其它县相差较大；而东源县东部的黄村镇一带受兴华片客家话影响较大。

## 经济
2017年全县生产总值113亿元。农业以绿竹、板栗、蜜柚、茶叶等农产品的种植业比较有优势，船塘镇有着中国「板栗之乡」的称号。东源县的工业近年来发展迅猛，主要分布在仙塘镇、灯塔盆地一带。

## 旅游
东源县旅游资源较丰富，森林覆盖率较高，有新丰江国家森林公园和大叶山国家级自然保护区,以及全华南地区最大的水库——新丰江水库。著名的旅游景区有万绿湖风景区、南园古村、苏家围客家旅游区、东江画廊风景区、东江野战俱乐部、黄龙岩，客家围屋在县内有广泛分布。

## 交通
长深高速、 粤赣高速公路、 梅河高速公路、 广龙高速、广梅汕铁路、京九铁路、 205国道、 236国道贯穿全境，其中仙塘镇设有年吞吐量300万吨的火车货运站。境内东江、新丰江两条主航道通航里程达到110公里。